# Michael Praed
Michael Praed, eigentlich Michael Prince (* 1. April 1960 in Berkeley, Großbritannien) ist ein britischer Schauspieler und Sänger.

## Leben
Als Michael zwei Jahre alt war, zog die Familie aus beruflichen Gründen nach Abadan, Iran, wo er bis zu seinem achten Lebensjahr lebte.
Nach seinem Schulabschluss ging Michael Praed 1978 an die bekannte Guildhall School of Music and Drama in London, wo er seine schauspielerischen und musikalischen Fähigkeiten unter Beweis stellte. Er komponierte in seinem zweiten Studienjahr unter anderem die Musik für die Studentenaufführung Mac and Beth. Seine Dozenten rieten ihm, die Schauspielerei zugunsten der Musik, speziell der Oper, aufzugeben; ein Rat, den Praed aber nicht befolgte. Seinen Künstlernamen Praed wählte er aus dem Telefonbuch, nachdem er festgestellt hatte, dass die britische Schauspielergewerkschaft Equity bereits einen Michael Prince in ihren Reihen aufwies. Praed ist ein kornisches Wort für Wiese.
Der vielseitige Künstler trat in verschiedenen Musicals, Theaterstücken und kleineren TV-Rollen auf, als er aufgrund seines Engagements in The Pirates of Penzance von Richard Carpenter und Paul Knight für die Rolle des Robin Hood (Robin of Sherwood) entdeckt wurde. Die Kultserie wurde in 55 Ländern ausgestrahlt und machte Michael Praed international bekannt.
Für eine Rolle am Broadway stieg Michael Praed aus der Serie aus. In New York übernahm er in The Three Musketeers die Rolle des D’Artagnan. Trotz bekannter und versierter Darsteller floppte das Musical und wurde nach nur neun Aufführungen eingestellt.
Der Produzent Aaron Spelling engagierte Michael Praed daraufhin in der Rolle des Prinzen Michael von Moldavia für seine Glamour-Soap Der Denver-Clan (Dynasty), in der Praed den Verehrer und späteren TV-Ehemann von Catherine Oxenberg spielte. In seinem zweiten Jahr wurde er aus der Serie geschrieben.
In seinem Heimatland Großbritannien ist Michael Praed durch zahlreiche Auftritte in Theater, Fernsehen und Musicals bekannt. Seit 2003 arbeitet er regelmäßig als Sprecher für das BBC-Programm Timewatch, das sich mit geschichtlichen Aspekten befasst. Darüber hinaus produzierte er ein privates Album mit dem Titel For my Friends und schrieb ein Musical mit dem Titel Dreamland.
Praed hat zwei Kinder aus seiner Ehe mit der Tänzerin Karen Landau.

## Filmografie

### Film
- Royd Erris in einer Adaptation von George R. R. Martins Nightflyers (1987)
- Max Schrek in Son of Darkness: To Die For 2 (1991)
- Andrew in Writer's Block mit Morgan Fairchild (1991)
- Gary in Staggered mit Martin Clunes (1994)
- The Hitman in Darkness Falls mit Ray Winstone (1999)
- The Queen in Nine Dead Gay Guys (2002)
- Er selbst im Dokumentarfilm The King's Head: A Maverick in London (2006)

### Fernsehen
- Robin von Loxley in Robin Hood (engl. Robin of Sherwood) (1983–1984)
- Prinz Michael von Moldavia in Der Denver-Clan (1985)
- Jake Lovell in der Miniserie Riders (1993)
- Marty James in Crown Prosecutor (1995)
- Phileas Fogg in The Secret Adventures of Jules Verne (Die geheimen Abenteuer des Jules Verne) (TV-Serie, 1999)
- Nelson Morris in Hindenburg: The Untold Story (Das Geheimnis der Hindenburg) (2007)
- Frank Clayton in Emmerdale (2016–2019)
- Zahlreiche kleinere TV-Auftritte (1982–2008)

## Bühne
- Frederick in der Joseph Papp Produktion des Musicals The Pirates of Penzance, Theatre Royal Drury Lane – London (1982–1983)
- D’Artagnan in The Three Musketeers, Broadway Theatre, New York City (1985)
- Billy Bigelow in einem Rodgers and Hammerstein Musical Carousel, Tivoli Theatre, Dublin (1991)
- Alex in Andrew Lloyd Webbers Musical Aspects of Love, Prince of Wales Theatre, London (1991–1992)
- Mick in Harold Pinters The Caretaker, Nottingham Playhouse, Nottingham (1993)
- Evan Davies in Daphne du Maurier's September Tide mit Susannah York, Comedy Theatre, London (1994)
- Otto in Noël Cowards Design for Living mit Rachel Weisz, Gielgud Theatre, London (1995)
- Tony/Stephen in Barry Manilows Copacabana: The Musical; Tournee durch GB (1996–1997)
- Jack Locke in Dangerous to Know, Tournee durch GB (1998)
- Michael Wiley in Susan Stromans Musical Contact mit Leigh Zimmerman, The Queen’s Theatre, London (2002–2003)
- Bernard Kersal in Somerset Maughams The Constant Wife, Tournee durch GB (2003)
- Theodore Hoffman in Carl Djerassis Three on a Couch mit Leigh Zimmerman, The King's Head Theatre, London (2004)
- F. Scott Fitzgerald im Musical Beautiful and Damned, Lyric Theatre, London (2004)
- Paul Sheldon in Misery mit Susan Penhaligon, The King's Head Theatre, London  (2006)
- Tom Madison in Brian Stewart's Killing Castro, Tournee durch GB (2006)
- Neil in Derek Listers Blue on Blue, Haymarket Theatre – Basingstoke (2006)
- Milo Tindle in Anthony Schaffers Sleuth (Ein Mord für Zwei bzw. Mord mit kleinen Fehlern) mit Simon MacCorkindale, Tournee durch GB (2008)
- Sir Robert Chiltern in Oscar Wildes An Ideal Husband (Ein idealer Ehemann) mit Kate O’Mara, Carol Royle, Robert Duncan, Fenella Fielding, und Tony Britton, Tournee durch GB (2008)
- Randall Kelly in James Farewells The Murder Game mit Josefina Gabrielle; The King's Head Theatre – London  (2009)
- Captain von Trapp in Sound of Music mit Connie Fischer und Margaret Preece – Tournee durch GB  (Juli 2009 – August 2011)
- Dexter Haven in High Society mit Sophie Bould, Daniel Boys und Alex Young – Tournee durch GB und Irland (Januar – August 2013)
- John Greenwood in The Wite Carnation u. a. mit Benjamin Whitrow, Robert Benfield und Tony Dale – Jermyn Street Theatre, London (Februar 2014)
- Charles Stanton in J.B. Priestleys Dangerous Corner mit Colin Buchanan, Kim Thomson, Matt Milne, Lauren Drummond, Rosie Armstrong und Finty Williams, Tournee durch GB (September – November 2014)
- Lawrence in David Yazbeks Dirty Rotten Scoundrels mit Noel Sullivan, Charley Stenson, Mark Benton, und Gary Wilmot, Tournee durch GB (Mai 2015-März 2016)
- George Herbert in The War Of The Worlds, Musical mit Madalena Alberto, Heidi Range, David Essex, Jimmy Nail und Daniel Bedingfield am Dominion Theatre (2016).

## Audio
- Erzähler in Venus in Furs von Leopold von Sacher-Masoch (1989, neu herausgegeben 1994)
- Professor Slyde in the Big-Finish-Audiodrama Doctor Who: The Dark Flame (2003)
- Erzähler in Caroline Lawrences The-Roman-Mysteries-Hörbüchern (2004–2005)
- Erzähler in Stephen Clarkes A Year In The Merde (2005)
- Erzähler in Paul Stewarts Beyond the Deepwoods (2005)
- Erzähler in der BBC-Minidokumentarfernsehserie The Wild West (2007)
- Soris im B7 Media/SciFi Channel UK Podcast von Blake's 7 Abenteuer Rebel (2007)
- Co-Erzähler in der Oneword-Radioserie Mills & Boon at the Weekend (2006–2008)
- Regelmäßiger Erzähler in der BBC-Serie Timewatch (2003–2008)